# Saiichi Maruya
Saiichi Maruya, född 27 augusti 1925 i Tsuruoka, Yamagata prefektur, död 13 oktober 2012, var en japansk författare och litteraturkritiker. 

## Biografi
Maruya, vars riktiga namn var Saiichi Nemura, föddes i Tsuruoka, Yamagata prefektur den 27 augusti 1925. Hans far var doktor och uppenbarligen välbärgad nog att ha ett privat bibliotek, vilket bidrog till Maruyas litterära aptit. I mars 1945 blev han inkallad till den japanska armen, trots att han bara var en high-school student. Han slapp dock delta i strider eftersom Japan kort därefter erkände sig besegrade i kriget. Efter kriget slutförde han sina high school-studier i Niigata och påbörjade därefter, 1947, sina universitetsstudier vid Tokyo universitet. Han tog examen i engelsk litteratur, men studerade även japansk litteratur.